# 住吉義則
住吉 義則（すみよし よしのり、1964年10月10日 - ）は、大阪府泉佐野市出身の元プロ野球選手（内野手）。
現在は少年硬式野球チーム「ヤングKIXベースボールクラブ・21」の監督を務めている。

## 来歴・人物
箕島高では、1982年の春の選抜に捕手として出場。準々決勝に進むが、エース榎田健一郎を擁するPL学園高に0-1で惜敗。チームメートに控え投手の吉井理人、左翼手の畑山俊二がいた。
箕島高では定時制に通っていたため、高校野球引退後は東京・竹早高（定時制）に転校のうえ、社会人野球のプリンスホテルに進む。5年間ブルペン捕手を務めた後に内野手に転向する。左腕エース橋本武広らを擁し1989年の都市対抗野球に出場。石井浩郎とともに打線の中軸となり、大昭和製紙北海道との決勝に進む。この試合では適時打を放つなど活躍、チームの初優勝に貢献した。1990年の第31回アマチュア野球世界選手権では全日本の四番打者を任される。同年の社会人ベストナイン（一塁手）にも選出された。
1990年のプロ野球ドラフト会議で日本ハムファイターズから1位指名を受け入団。
古屋英夫の背番号5を引き継ぎ、即戦力と期待されて1年目から一軍に定着。同年はオープン戦で打撃ではアピールできたものの期待された三塁手として送球難で開幕一軍を逃す。主に一塁手として6試合に先発出場するが、オープン戦で見せた打撃も鳴りを潜めその後は伸び悩む。新人の1991年8月9日には、捕手2人が負傷退場したため、内野手の住吉が急遽捕手として出場した。
1994年以降は一軍出場は無く、1995年11月に自由契約となり千葉ロッテマリーンズに移籍。一軍出場は叶わず翌1996年限りで現役引退。
1997年～2000年まで「泉佐野リトルシニアリーグ」のヘッドコーチを務め、2001年～2002年までは監督を務める。
2003年に少年硬式野球チーム「KIXベースボールクラブ・21」を結成し、監督に就任。2005年にはNPO法人「KIXスポーツクラブ21振興会」を設立し、理事長に就任。
2009年8月に開催された「第14回IBAF AA世界野球選手権大会」日本代表のコーチを務めた。

## 詳細情報

### 年度別打撃成績
| 年 度     | 球 団     | 試 合 | 打 席 | 打 数 | 得 点 | 安 打 | 二 塁 打 | 三 塁 打 | 本 塁 打 | 塁 打 | 打 点 | 盗 塁 | 盗 塁 死 | 犠 打 | 犠 飛 | 四 球 | 敬 遠 | 死 球 | 三 振 | 併 殺 打 | 打 率 | 出 塁 率 | 長 打 率 | O P S |
| --------- | --------- | ----- | ----- | ----- | ----- | ----- | -------- | -------- | -------- | ----- | ----- | ----- | -------- | ----- | ----- | ----- | ----- | ----- | ----- | -------- | ----- | -------- | -------- | ----- |
| 1991      | 日本ハム  | 27    | 41    | 40    | 2     | 7     | 1        | 0        | 0        | 8     | 2     | 0     | 0        | 0     | 0     | 1     | 0     | 0     | 12    | 1        | .175  | .195     | .200     | .395  |
| 1992      | 日本ハム  | 2     | 3     | 3     | 1     | 0     | 0        | 0        | 0        | 0     | 0     | 0     | 0        | 0     | 0     | 0     | 0     | 0     | 1     | 1        | .000  | .000     | .000     | .000  |
| 1993      | 日本ハム  | 1     | 1     | 1     | 0     | 0     | 0        | 0        | 0        | 0     | 0     | 0     | 0        | 0     | 0     | 0     | 0     | 0     | 1     | 0        | .000  | .000     | .000     | .000  |
| 通算：3年 | 通算：3年 | 30    | 45    | 44    | 3     | 7     | 1        | 0        | 0        | 8     | 2     | 0     | 0        | 0     | 0     | 1     | 0     | 0     | 14    | 2        | .159  | .178     | .182     | .360  |

### 年度別守備成績
| 年 度 | 捕手  | 捕手  | 捕手  | 捕手  | 捕手  | 捕手  | 捕手     | 捕手     | 捕手     | 捕手     | 捕手     | 一塁  | 一塁  | 一塁  | 一塁  | 一塁  | 一塁     | 三塁  | 三塁  | 三塁  | 三塁  | 三塁  | 三塁     | 外野  | 外野  | 外野  | 外野  | 外野  | 外野     |
| 年 度 | 試 合 | 刺 殺 | 補 殺 | 失 策 | 併 殺 | 捕 逸 | 守 備 率 | 企 図 数 | 許 盗 塁 | 盗 塁 刺 | 阻 止 率 | 試 合 | 刺 殺 | 補 殺 | 失 策 | 併 殺 | 守 備 率 | 試 合 | 刺 殺 | 補 殺 | 失 策 | 併 殺 | 守 備 率 | 試 合 | 刺 殺 | 補 殺 | 失 策 | 併 殺 | 守 備 率 |
| ----- | ----- | ----- | ----- | ----- | ----- | ----- | -------- | -------- | -------- | -------- | -------- | ----- | ----- | ----- | ----- | ----- | -------- | ----- | ----- | ----- | ----- | ----- | -------- | ----- | ----- | ----- | ----- | ----- | -------- |
| 1991  | 1     | 1     | 0     | 0     | 0     | 0     | 1.000    |          | 1        | 0        | .000     | 10    | 35    | 3     | 0     | 2     | 1.000    | 1     | 0     | 0     | 0     | 0     | 1.000    | 3     | 2     | 0     | 0     | 0     | 1.000    |
| 1992  | -     | -     | -     | -     | -     | -     | -        | -        | -        | -        | -        | 1     | 0     | 0     | 0     | 0     | 1.000    | -     | -     | -     | -     | -     | -        | -     | -     | -     | -     | -     | -        |
| 通算  | 1     | 1     | 0     | 0     | 0     | 1     | 1.000    |          | 1        | 0        | .000     | 11    | 35    | 3     | 0     | 2     | 1.000    | 1     | 0     | 0     | 0     | 0     | 1.000    | 3     | 2     | 0     | 0     | 0     | 1.000    |

### 記録
- 初出場：1991年5月10日、対ロッテオリオンズ6回戦（東京ドーム）、7回裏に田中幸雄の代打として出場
- 初打席：同上、7回裏に阿井英二郎の前に三振
- 初安打：1991年5月19日、対西武ライオンズ8回戦（西武ライオンズ球場）、8回表に大内実の代打として出場、郭泰源から左前安打
- 初先発出場：1991年6月8日、対福岡ダイエーホークス10回戦（平和台野球場）、7番・一塁手として先発出場
- 初打点：1991年8月20日、対福岡ダイエーホークス21回戦（山形県野球場）、8回裏に村田勝喜から適時二塁打

### 背番号
- 5 （1991年 - 1993年）
- 32 （1994年 - 1995年）
- 53 （1996年）